# Agathosma roodebergensis
Agathosma roodebergensis là một loài thực vật có hoa trong họ Cửu lý hương. Loài này được Compton mô tả khoa học đầu tiên năm 1932.